# Bonnetia paniculata
Bonnetia paniculata är en tvåhjärtbladig växtart som beskrevs av Richard Spruce och George Bentham. Bonnetia paniculata ingår i släktet Bonnetia och familjen Bonnetiaceae. Inga underarter finns listade i Catalogue of Life.